# Lord Ardmannoch
Lord Ardmannoch war ein erblicher britischer Adelstitel, der zweimal in der Peerage of Scotland verliehen wurde.

## Verleihungen
Der Titel wurde erstmals am 15. Mai 1565 für Henry Stewart, Lord Darnley, den Prinzgemahl von Schottland, geschaffen, zusammen mit dem übergeordneten Titel Earl of Ross. Am 20. Juli 1565 wurde er zudem zum Duke of Albany erhoben. Nach seiner Ermordung 1567 erbte sein Sohn James seine Titel, der wenige Monate später als Jakob VI. den schottischen Thron bestieg, wodurch die Titel mit der Krone verschmolzen.
Am 23. Januar 1600 wurde der Titel für Charles Stuart, den zweitgeborenen Sohn König Jakobs VI. neu geschaffen. Zusammen mit der Lordship wurden ihm die Titel Duke of Albany, Marquess of Ormond und Earl of Ross verliehen. 1625 wurde Charles König und die Titel verschmolzen mit der Krone.

## Liste der Lords Ardmannoch

### Lords Ardmannoch (1565)
- Henry Stuart, 1. Duke of Albany, 1. Lord Ardmannoch (1545–1567)
- James Stuart, 2. Duke of Albany, 2. Lord Ardmannoch (1566–1625) (als Jakob VI. 1567 König)

### Lords Ardmannoch (1600)
- Charles Stuart, 1. Duke of Albany, 1. Lord Ardmannoch (1600–1649) (1625 als Karl I. König)